# Red Bull Racing RB15
De Red Bull RB15 is een Formule 1-auto die gebruikt werd door het Formule 1-team van Red Bull in het seizoen 2019. De auto is de opvolger van de Red Bull RB14 met Renault-motor. De RB15 heeft een motor van Honda en is hiermee de eerste Formule 1-auto van Red Bull die een Honda-motor had.

## Onthulling
Op 13 februari 2019 plaatste Red Bull foto's op sociale media waarin de auto met een eenmalige kleurstelling te zien was. Deze kleurstelling werd gebruikt voor een filmdag op het Silverstone-circuit.
De auto werd gereden door Pierre Gasly, die als vervanger van de naar Renault vertrokken Daniel Ricciardo zijn eerste seizoen bij Red Bull startte, en Max Verstappen, die zijn derde volledige seizoen bij Red Bull reed. Na de zomerstop, voorafgaand aan de Grand Prix van België, werd Gasly vervangen door Alexander Albon, die overkomt van het zusterteam Toro Rosso. Gasly nam de plaats van Albon bij dit team in.

## Resultaten
| Resultaat                     |
| ----------------------------- |
| Winnaar                       |
| Tweede plaats                 |
| Derde plaats                  |
| Gefinisht (punten)            |
| Gefinisht (geen punten)       |
| Niet geklasseerd (NC)         |
| Uitgevallen (DNF)             |
| Niet gekwalificeerd (DNQ)     |
| Gediskwalificeerd (DSQ)       |
| Niet gestart (DNS)            |
| Gewond (INJ)                  |
| Uitgesloten (EX)              |
| Teruggetrokken (WD)           |
| Niet deelgenomen (blanco cel) |
| vetgedrukt (pole position)    |
| cursief (snelste ronde)       |

| Jaar | Chassis       | Motor        | Banden | Coureurs        | 1   | 2   | 3   | 4   | 5   | 6   | 7   | 8   | 9   | 10  | 11  | 12  | 13  | 14  | 15  | 16  | 17  | 18  | 19  | 20  | 21  | Punten | WK-plaats |
| ---- | ------------- | ------------ | ------ | --------------- | --- | --- | --- | --- | --- | --- | --- | --- | --- | --- | --- | --- | --- | --- | --- | --- | --- | --- | --- | --- | --- | ------ | --------- |
| 2019 | Red Bull RB15 | Honda RA619H | P      |                 | AUS | BHR | CHN | AZE | SPA | MON | CAN | FRA | OOS | GBR | DUI | HON | BEL | ITA | SIN | RUS | JPN | MEX | VST | BRA | ABU | 417    | Brons     |
| 2019 | Red Bull RB15 | Honda RA619H | P      | Pierre Gasly    | 11  | 8   | 6   | DNF | 6   | 5   | 8   | 10  | 7   | 4   | 14† | 6   |     |     |     |     |     |     |     |     |     | 417    | Brons     |
| 2019 | Red Bull RB15 | Honda RA619H | P      | Alexander Albon |     |     |     |     |     |     |     |     |     |     |     |     | 5   | 6   | 6   | 5   | 4   | 5   | 5   | 14  | 6   | 417    | Brons     |
| 2019 | Red Bull RB15 | Honda RA619H | P      | Max Verstappen  | 3   | 4   | 4   | 4   | 3   | 4   | 5   | 4   | 1   | 5   | 1   | 2   | DNF | 8   | 3   | 4   | DNF | 6   | 3   | 1   | 2   | 417    | Brons     |
| Jaar | Chassis       | Motor        | Banden | Coureurs        | 1   | 2   | 3   | 4   | 5   | 6   | 7   | 8   | 9   | 10  | 11  | 12  | 13  | 14  | 15  | 16  | 17  | 18  | 19  | 20  | 21  | Punten | WK-plaats |

† Uitgevallen maar wel geklassificeerd omdat hij meer dan 90% van de raceafstand heeft voltooid.
Alfa Romeo C38 ·
Ferrari SF90 ·
Haas VF-19 ·
McLaren MCL34 ·
Mercedes AMG F1 W10 EQ Power+ ·
Racing Point RP19 ·
Red Bull RB15 ·
Renault R.S.19 ·
Toro Rosso STR14 ·
Williams FW42